# Спонголиты

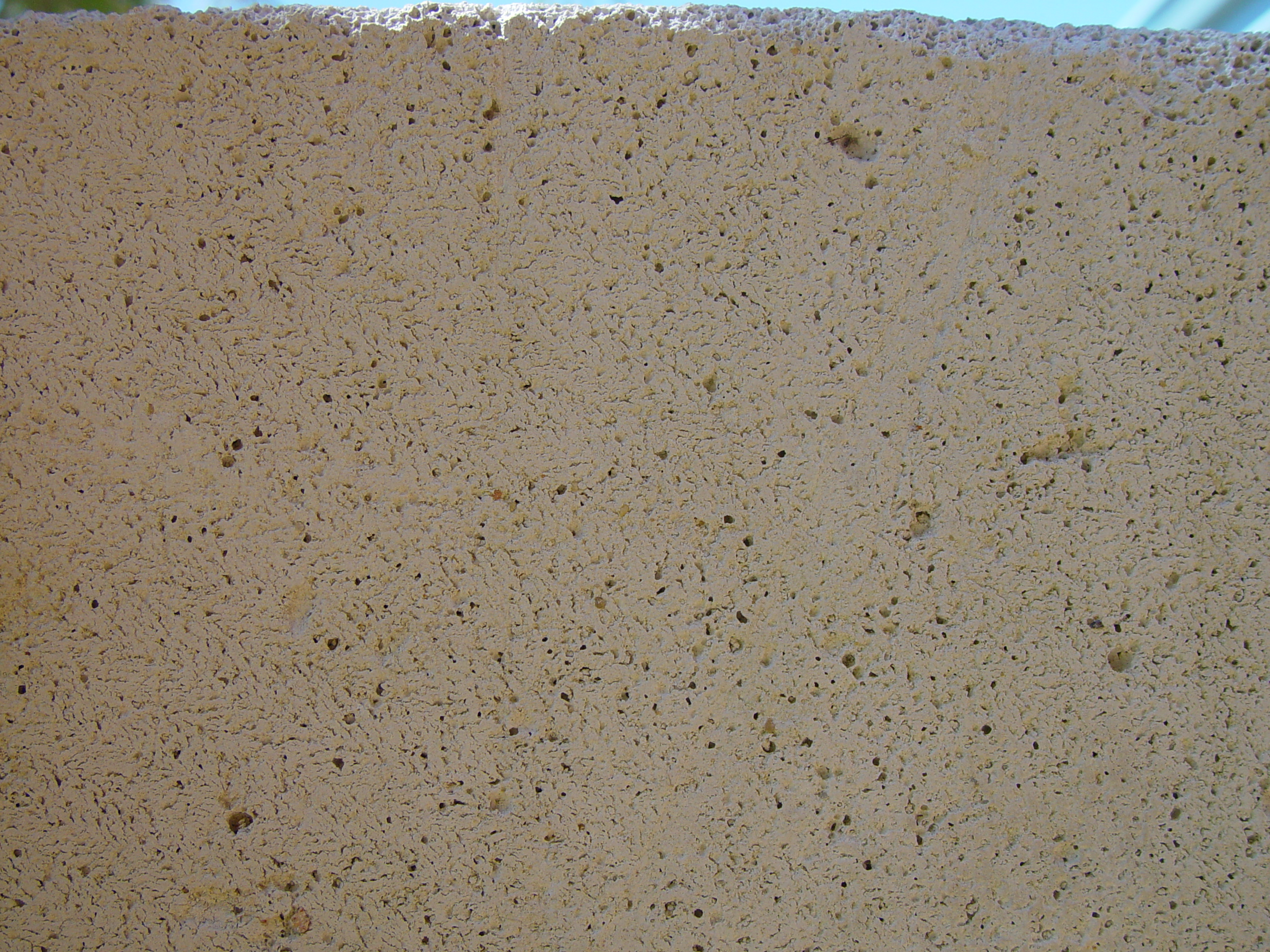
Поверхность блока спонголита.

Спонголиты — горные породы, обычно более чем на 50 % состоящие из кремнезёмных спикул губок (лат. Porifera). Цемент породы кремнистый (из опаловых округлых телец) или глинистый (слегка известковистый), нередко включает вторичный халцедон. Используется как абразивный материал. Спонголиты добывают на месторождениях в Бразилии и Австралии.